# Coca-Niculești
Coca-Niculești – wieś w Rumunii, w okręgu Buzău, w gminie Vintilă Vodă. W 2011 roku liczyła 101 mieszkańców.